# Place du Révérend-Père-Carré
La place du Révérend-Père-Carré est une voie située dans le 8e arrondissement de Paris, en France.

## Situation et accès
Cette place est située à Paris 8e au carrefour des rues du faubourg Saint-Honoré et Berryer.

## Origine du nom
Cette place rend hommage à Ambroise-Marie Carré (1908-2004), prêtre dominicain français, prédicateur, résistant, écrivain et membre de l'Académie française.

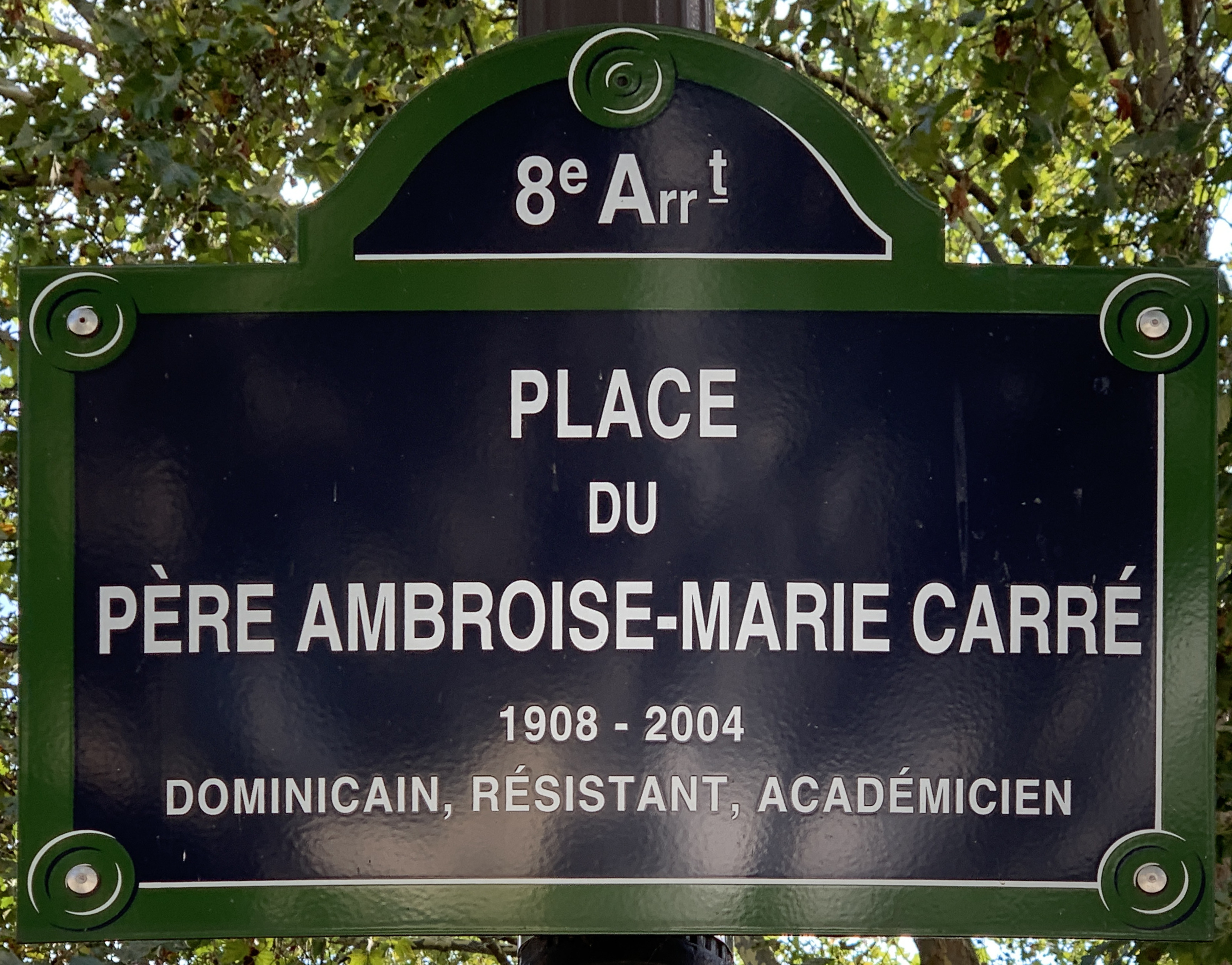
Plaque de la place.